# Championnat du Chili de football 1956
Navigation
Saison précédente Saison suivante
La saison 1956 du Championnat du Chili de football est la vingt-quatrième édition du championnat de première division au Chili. Les quatorze meilleures équipes du pays sont regroupées au sein d'une poule unique, où elles s'affrontent deux fois, à domicile et à l'extérieur; à l'issue de la compétition, le dernier du classement est relégué et remplacé par le champion de Segunda Division, la deuxième division chilienne.
C'est le club de Colo Colo qui remporte la compétition, après avoir terminé en tête du classement final, avec cinq points d'avance sur les Santiago Wanderers et sept sur CSD Rangers. C'est le septième titre de champion du Chili de l'histoire du club.

## Les clubs participants
| - Deportes Magallanes - Colo Colo - Ferrobádminton - CF Universidad de Chile - Unión Española - Santiago Wanderers - CSD Rangers | - Club Deportivo O'Higgins - Club Deportivo San Luis - Promu de Segunda Division - Audax Italiano - CD Santiago Morning - CD Green Cross - CD Everton de Viña del Mar - Club Deportivo Palestino |

## Compétition
Le barème utilisé pour établir le classement est le suivant :
- Victoire : 2 points
- Match nul : 1 point
- Défaite : 0 point

### Classement
| Rang | Équipe                     | Pts | J  | G  | N  | P  | Bp | Bc | Diff |
| ---- | -------------------------- | --- | -- | -- | -- | -- | -- | -- | ---- |
| 1    | Colo Colo                  | 38  | 26 | 17 | 4  | 5  | 60 | 34 | +26  |
| 2    | Santiago Wanderers         | 33  | 26 | 12 | 9  | 5  | 44 | 32 | +12  |
| 3    | CSD Rangers                | 31  | 26 | 11 | 9  | 6  | 39 | 31 | +8   |
| 4    | Unión Española             | 30  | 26 | 12 | 6  | 8  | 48 | 41 | +7   |
| 5    | Deportes Magallanes        | 29  | 26 | 9  | 11 | 6  | 44 | 39 | +5   |
| 6    | CD Everton de Viña del Mar | 27  | 26 | 8  | 11 | 7  | 49 | 47 | +2   |
| 7    | Audax Italiano             | 26  | 26 | 9  | 8  | 9  | 40 | 41 | -1   |
| 8    | Club Deportivo O'Higgins   | 26  | 26 | 8  | 10 | 8  | 41 | 43 | -2   |
| 9    | Club Deportivo Palestino T | 25  | 26 | 10 | 5  | 11 | 52 | 52 | 0    |
| 10   | CD Green Cross             | 23  | 26 | 6  | 11 | 9  | 34 | 39 | -5   |
| 11   | CF Universidad de Chile    | 21  | 26 | 8  | 5  | 13 | 38 | 45 | -7   |
| 12   | Club Deportivo San Luis P  | 19  | 26 | 6  | 7  | 13 | 28 | 35 | -7   |
| 13   | Ferrobádminton             | 19  | 26 | 5  | 9  | 12 | 33 | 51 | -18  |
| 14   | CD Santiago Morning        | 17  | 26 | 6  | 5  | 15 | 36 | 56 | -20  |

|  | Champion du Chili 1956                            |
|  | Relégation en Segunda Division                    |
|  | T : Tenant du titre P : Promu de Segunda Division |

## Bilan de la saison
| Championnat du Chili de football 1956 |                         |
| Champion                              | Colo Colo (7e titre)    |
| Promotions et relégations             |                         |
| Promus en Primera División            | CD Universidad Católica |
| Relégués en Segunda División          | CD Santiago Morning     |